# 横沢村 (新潟県)
横沢村（よこさわむら）は、かつて新潟県刈羽郡にあった村。

## 沿革
- 1889年（明治22年）4月1日 - 町村制施行に伴い刈羽郡横沢村が村制施行し、横沢村が発足。
- 1949年（昭和24年）7月1日 - 刈羽郡中里村、武石村、七日町村と合併し、小国村となり消滅。